# آغکیلیسا، آرارات
اقکیلیسا (به لاتین: Aghkilisa, Ararat) یک روستا در ارمنستان است که در استان آرارات واقع شده‌است.  در  کیلومتری شمال آرتاشات، مرکز استان آرارات واقع شده است.

## خصوصیات
اقکیلیسا  نفر جمعیت دارد و در ارتفاع  متر بالاتر از سطح دریا قرار گرفته است.